# Paradise (Cocktail)

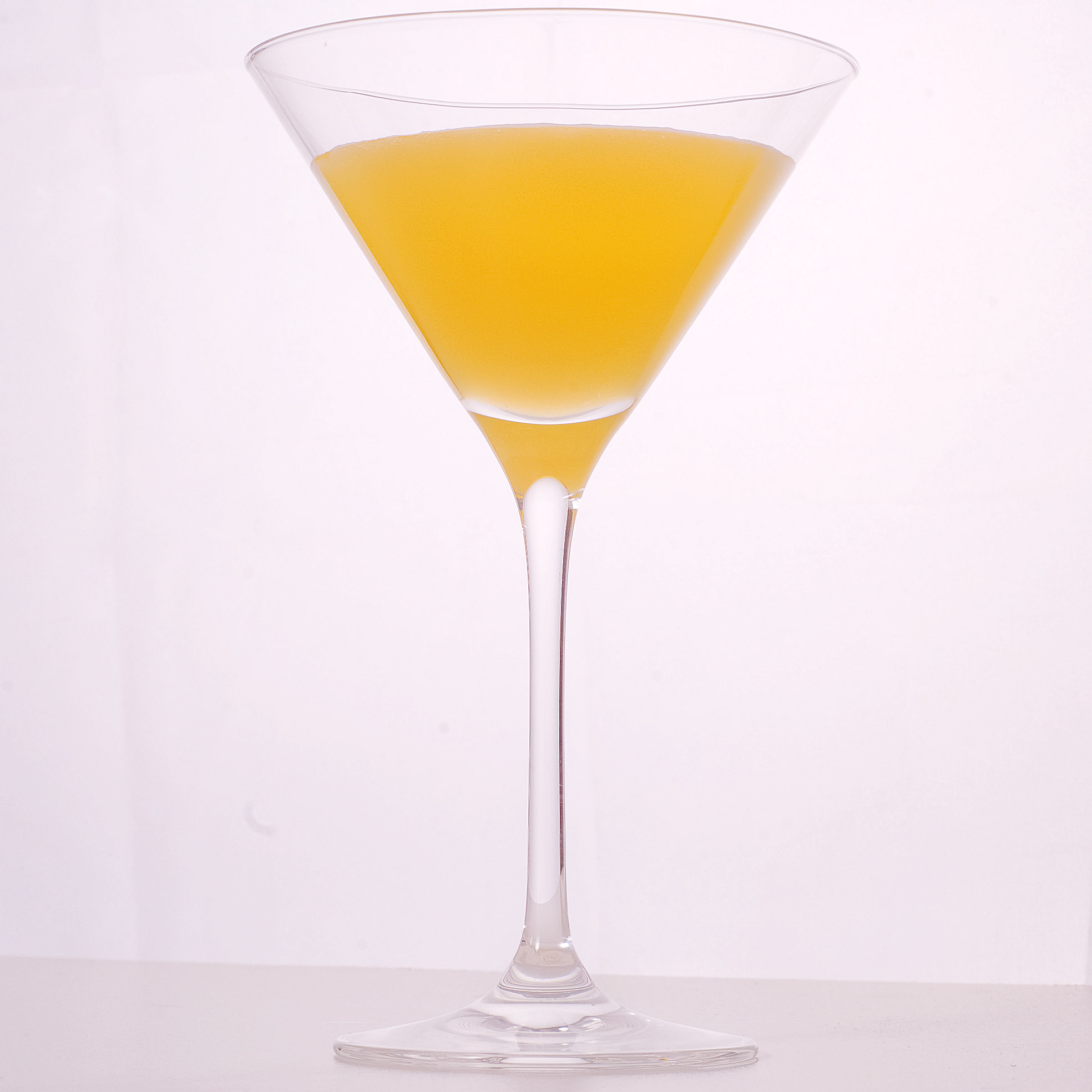
Paradise Cocktail

Paradise ist der Name eines Cocktails, der aus Gin, Apricot Brandy und Orangensaft und ohne Garnitur hergestellt wird. Dieser Shortdrink wurde in den frühen 1920er Jahren kreiert und ist der berühmteste Aprikosenbrand-Cocktail. Das Mixgetränk wird in den Abendstunden serviert.
Paradise wird als ein Medium Cocktail eingestuft (zwischen Digestif und Aperitif) – Medium Cocktails werden durch den Anteil an Zitrus- oder Fruchtsaft abgemildert und erhalten dadurch ein größeres Volumen als die „kurzen“ Shortdrinks.

## Zubereitung
Die jeweilige Menge an Gin, Apricot Brandy und Orangensaft wird in der Literatur unterschiedlich angegeben, zwischen 2:2:2  bzw. 3:2:1,5 oder 4:1:2. Die Hauptzutaten werden im Shaker mit 5–6 Eiswürfeln ca. 8–10 Sekunden geschüttelt. Mit einem Barsieb über einer kleinen Cocktailschale (Martiniglas) filtern, dann ohne Garnitur sofort serviert.